# Chapelle funéraire de Stevan Dimitrijević à Aleksinac
La chapelle funéraire de Stevan Dimitrijević à Aleksinac (en serbe cyrillique : Гробљанска капела Др Стевана Димитријевића у Алексинцу ; en serbe latin : Grobljanska kapela Dr Stevana Dimitrijevića u Aleksincu) se trouve à Aleksinac et dans le district de Nišava, en Serbie. Elle est inscrite sur la liste des monuments culturels protégés de la république de Serbie (identifiant no SK 857),,.

## Présentation
Située au centre du cimetière d'Aleksinac, la chapelle de l'archevêque Stevan Dimitrijević, qui a été recteur de la faculté de théologie orthodoxe de l'université de Belgrade, a été construite en 1931 selon le projet d'un architecte inconnu et consacrée par l'évêque de l'éparchie de Niš Dositej,. Elle est dédiée aux archanges saint Michel et saint Gabriel. Par son architecture et sa décoration, elle est caractéristique du style serbo-byzantin.
La chapelle s'élève sur un plan cruciforme très raccourci, presque carré. Il se compose d'une nef et d'un espace avec une niche d'autel peu profonde. L'édifice est dominé par un piédestal cubique avec un tambour octogonal et un dôme. Le socle du dôme et la corniche du toit sont en grès ; les fenêtres au-dessous du dôme sont tripartites (trifores) et fermées par des vitraux ; au niveau du dôme, les ouvertures sont surmontées de rosaces rayonnantes encadrées d'un décor en relief figurant des étoiles. Le portail d'entrée est en grès sculpté et décoré de riches ornements géométriques ; dans la lunette cintrée qui surmonte l'entrée se trouve une mosaïque représentant saint Michel et saint Grabriel ; sur les côtés de la chapelle, des arcs eux aussi cintrés sont encadrés de motifs floraux.
L'intérieur de la chapelle est couvert de fresques qui sont des copies de fresques que l'on trouve notamment au monastère de Studenica, au monastère de Visoki Dečani, au monastère de Sopoćani, au monastère patriarcal de Peć et au monastère de Gračanica ; ces peintures ont été réalisées par des artistes russes.